# Mia Seeger
Maria Margarete „Mia“ Seeger (* 9. Mai 1903 in Cannstatt; † 14. Mai 1991 in Stuttgart) war eine deutsche Kulturmanagerin, Ausstellungsmacherin, Designtheoretikerin und Autorin.

## Leben und Leistungen
Sie wuchs auf in Jüterbog bei Berlin, im elsässischen Zabern (heute Saverne) sowie in Cannstatt. 1921 studierte sie an der Württembergischen Staatlichen Kunstgewerbeschule in Stuttgart u. a. bei Ernst Schneidler und Albert Mueller.
Ab 1924 arbeitete sie für den Deutschen Werkbund und wirkte in der Folge bei wichtigen Werkbund-Ausstellungen im In- und Ausland in herausgehobener Position mit. Dadurch erhielt sie in z. T. freundschaftlichen Kontakt zu den bedeutenden Vertretern der modernen Gestaltung, darunter Ludwig Mies van der Rohe, den Brüdern Bodo und Heinz Rasch, Marcel Breuer, Walter Gropius, Ludwig Hilberseimer, Egon Eiermann, Hans Schwippert und Wilhelm Wagenfeld, deren Werk sie hilft international bekannt zu machen. Auch zu Politik und Wirtschaft knüpft sie früh relevante Kontakte.
1924 arbeitet sie an der Ausstellung „Die Form ohne Ornament“ in Stuttgart mit. 1927 an der Ausstellung „Die Wohnung“, die an zwei Standorten parallel zur Einweihung der Weißenhofsiedlung in Stuttgart gezeigt wurde. 1930 war sie Mitarbeiterin des Künstlerischen Leiters der Deutschen Abteilung der Internationalen Kunstgewerbeausstellung in Monza, Ludwig Hilberseimer. Als Mitarbeiterin des Deutschen Werkbundes war sie an den Vorbereitungen der Kochenhofsiedlung in Stuttgart beteiligt. Als Paul Schmitthenner die Leitung des Projektes 1933 übernahm und die Herausgabe der Akten vom Werkbund beanspruchte, lehnte Seeger ab, weiter am Projekt mitzuarbeiten und wurde arbeitslos.
1934–1936 war sie freiberuflich in der Abteilung Sammlungen des Landesgewerbeamts Stuttgart tätig, die damals Hermann Gretsch leitete. 1932 arbeitete sie an der Ausstellung „Der Wohnbedarf“ der Württembergischen Arbeitsgemeinschaft des Deutschen Werkbundes mit. Für die Zeitschrift „Moderne Bauformen“ stellte sie 1932 und 1935 Produkte in der Rubrik „Der neue Wohnbedarf“ vor. Die Serie fasst sie in ihrem Buch „Der neue Wohnbedarf – 321 ausgewählte Industrieerzeugnisse“, in dem sie funktionale und preiswerte Gebrauchsgüter zusammenstellte.
Von 1937 bis 1953 war sie als Lektorin und Redakteurin für den Verlag Julius Hoffmann in Stuttgart, einem Fachverlag für Architektur und Bauen. 1938 war sie Mitwirkende der vom Kunstdienst herausgegebenen Deutschen Warenkunde, deren Ausgabe von 1939 im Auftrag der Reichskammer der Bildenden Künste erschien. Durch Ludwig Erhard wurde sie für die Jahre 1954–1966 zur Geschäftsführerin in den Rat für Formgebung berufen. Sie organisierte zahlreiche Präsentationen deutschen Designs auf internationalen Veranstaltungen wie der Triennale in Mailand, sowie Sonderschauen in englischen und schwedischen Museen. Ab 1955 erschien – zum Teil mit denselben Mitarbeitern wie bereits 1939 – die Deutsche Warenkunde als Bildkartei des Deutschen Werkbundes und mit Unterstützung des Rat für Formgebung. Neben organisatorischen und unterstützenden Maßnahmen für zeitgemäße Gestaltung leistete Mia Seeger einen bleibenden Beitrag 1986 durch die Gründung ihrer Stiftung, die ihren Namen trägt.

## Mia-Seeger-Preis
Mia Seeger hat 1986 die nach ihr benannte Stiftung ins Leben gerufen. Zweck der Stiftung ist „die Förderung der Bildung im Bereich Gestaltung“. Die Stiftung konzentriert sich auf die Förderung herausragender Design-Diplomanden. Der Mia-Seeger-Preis wird bundesweit ausgeschrieben. Das Motto lautet „was mehr als einem nützt“. Es solle also gesellschaftlich relevante, soziale und nachhaltige Projekte ausgezeichnet werden. Als besonders förderungswürdig werden Konzepte angesehen, die ganz im Geiste Mia Seegers gängigen Klischees widersprechen. Seit 2023 ist Vorstandsvorsitzende Brigitte Thamm, Beiratsvorsitzende Marion Ascherl, die erste Preisträgerin 1988. Sitz der Stiftung ist das Design Center Baden-Württemberg. Die Geschäftsführung hat UP Design Center, Stuttgart. Das Design-Center Stuttgart führt die Geschäfte der Stiftung.

## Ehrungen
1963 wurde Seeger mit der Johann-Heinrich-Merck-Ehrung der Stadt Darmstadt ausgezeichnet.
1967 erhielt sie die Heinrich-Tessenow-Medaille in Gold, einen Architekturpreis, der seit 1963 vergeben wird. Sie wurde 1981 zum Ehrenmitglied der Staatlichen Akademie der Bildenden Künste Stuttgart ernannt.
In Stuttgart wurde eine Straße nach Mia Seeger benannt. Die Nachwuchsförderung des Design-Centers des Landesgewerbeamtes führt ihren Namen ebenso wie ein Saal im Haus der Wirtschaft.

## Veröffentlichungen (Auswahl)
- Der neue Wohnbedarf – 321 ausgewählte Industrieerzeugnisse; Als Ratgeber beim Einkauf auf Grund d. Werkbundausstellung „Wohnbedarf“. Verlag Julius Hofmann, Stuttgart 1935.
- (Hrsg.): Gute Möbel, schöne Räume. Verlag Julius Hofmann, Stuttgart 1953.
- mit Stephan Hirzel (Hrsg.): Deutsche Warenkunde – Eine Bildkartei des Deutschen Werkbundes / hrsg. mit Unterstützung d. Rates f. Formgebung. Red.: Heinz Löffelhardt, Vier Bände als Loseblattsammlung, Verlag Gerd Hatje, Stuttgart, erschienen 1955 (Bd. 1), 1956 (Bd. 2) und 1961 (Bd. 3+4).